# 非洲猪瘟
非洲猪瘟（African swine fever，缩写：ASF）是一种由非洲猪瘟病毒（African swine fever virus，缩写：ASFV）引起的急性、烈性和高度接触性传染病，可感染家猪和野猪，死亡率可高达100%。世界动物卫生组织报告显示，ASF首次于1921年在肯尼亚被发现，并已在非洲、亚洲、美洲、欧洲和大洋洲等地区多次爆发，自2007年起在欧亚地区呈现快速扩散趋势，世界动物卫生组织已将非洲猪瘟列为需要通报的动物重大烈性传染病。尽管已有上百年历史，但至今尚未有可供全球推广使用的商业化疫苗和抗病毒药物。
非洲豬瘟與豬瘟都是由病毒引起的一種高度傳染性之惡性豬隻疫病，然而不同於豬瘟是由RNA病毒的黃病毒科引起的疫病，非洲豬瘟是由DNA病毒的非洲豬瘟類病毒科所引起的一種疫病。

## 病徵與傳播

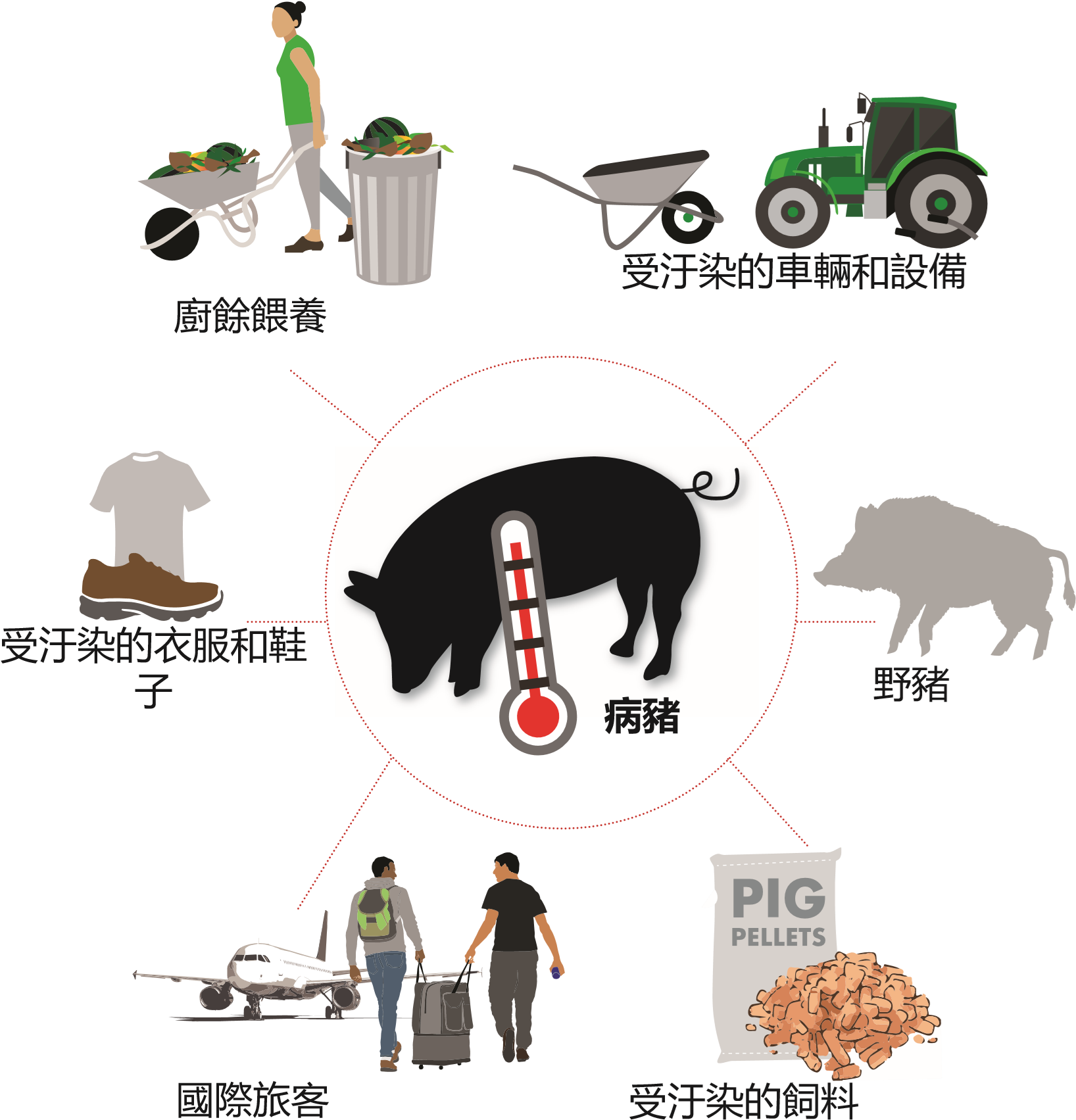
非洲猪瘟的传播途径

非洲猪瘟的潜伏期因病毒株和猪的品种而异，一般为3至19天。感染的猪表现出高烧和皮肤紫斑，全身内脏出血，尤其是淋巴结、肾脏和肠黏膜受影响最为显著。病程可分为极急性、急性、亚急性和慢性四种。极急性病例表现为突发高烧和突然死亡，没有其他症状。急性病例表现为高烧、食欲尚存、临死前食欲减退、呼吸急促、精神状态恶劣、四肢、耳朵和皮肤发紫、呕吐、腹泻，病程约为7天。亚急性病例表现为持续高烧，持续3至4星期。慢性病例症状不明显，病程可持续数月。目前尚无特效药物治疗和疫苗接种可用。
该病毒在环境中存活时间表现为：冷藏猪肉100天、冷冻猪肉1,000天、猪舍1个月、猪粪便室温下11天。
非洲猪瘟主要通过接触传播，可能通过厨余食材、节肢动物、动物分泌物或排泄物、车辆和人员传播。尽管非洲猪瘟是家猪和野猪的急性、致命传染病，但所有品种和年龄的猪均可能感染，至今尚无人类感染的报道。

## 疫情

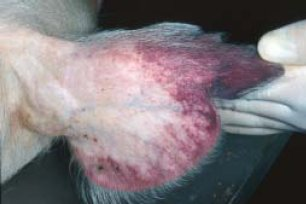
圖示中发红的耳朵是非洲豬瘟的常見症狀之一

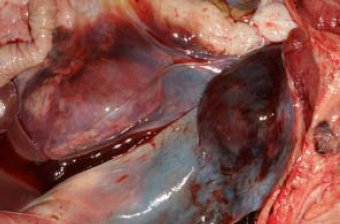
圖示中肿胀的肾脏和出血的肌肉组织也是非洲猪瘟的症状之一

非洲豬瘟病毒於1921年在肯尼亚首次被發現，当时该病从非洲野猪传播给家猪。这种疾病原本僅限于非洲，直至1957年，在葡萄牙里斯本傳出病例。之後在1960年代疫情进一步爆发。在经过几次疫情后，非洲猪瘟在伊比利半島扎根。1980年代，在法国和比利时等其他欧洲国家都有零星地區爆發疫情。透過實施撲殺政策，西班牙和葡萄牙在1990年代中期已撲滅非洲猪瘟。2007年首次传入格鲁吉亚，随后迅速蔓延到东欧的高加索地区。2017年3月，在俄罗斯远东地区的伊尔库茨克暴发了非洲豬瘟疫情，2018年传入中国，随后在亚洲地区蔓延。

### 古巴
1971年時在古巴發現感染案例，最后导致需要撲殺約50萬頭豬來避免疫情扩大化。这次疫情被联合国粮食及农业组织標記為1971年最具警示性的事件。

### 加勒比海地區
非洲豬瘟病毒在2019年9月9日，跨越大西洋，在一些加勒比海岛屿，其中包括伊斯帕尼奥拉岛（多米尼加共和国）爆發疫情。而在非洲的主要感染地區則定期回報給世界动物卫生组织。

### 歐洲

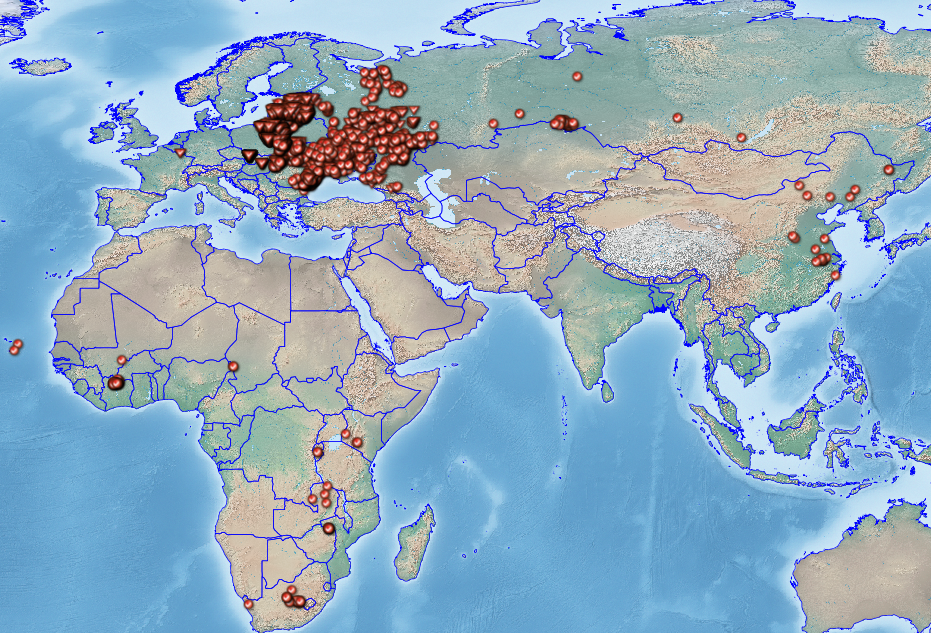
非洲豬瘟在2018年1月1日至2018年9月22日於家豬(圓圈)和野豬(三角形)的疫情

1957年，非洲猪瘟病毒第一次发生在欧洲，当时發生在葡萄牙。而后，病毒传播到西班牙和法国。雖然各國當局采取过一些大规模扑杀、建造现代农业设施等的合作措施，但非洲猪瘟直到1990年代才撲滅。
在非洲以外地区，格鲁吉亚於2007年爆發疫情，并且随后蔓延到亚美尼亚、阿塞拜疆、伊朗、俄罗斯和白俄罗斯，引起外界對非洲猪瘟病毒传播加快、豬肉產業造成負面影響的擔憂。
2013年6月，在白俄罗斯也發現了非洲豬瘟感染案例。
联合国粮农组织於2013年的一份报告指出，非洲猪瘟已在俄罗斯联邦大规模流行，并扩展到北高加索地区。报告认为，非洲猪瘟最有可能是通过野猪于2007年11月从格鲁吉亚到车臣的大规模迁徙传播过来的。报告警告与俄罗斯联邦接壤的国家，特别是乌克兰、摩尔多瓦、哈萨克斯坦和拉脱维亚等注意暴发疫情。。
2014年1月，立陶宛和波兰当局宣布發現非洲豬瘟病例。 在2014年6月扩散到拉脱维亚，在2015年7月在爱沙尼亚也发现了非洲猪瘟感染的情况。
拉脱维亚於2017年1月因為三个疫区（包括在克里穆尔达地区一个养猪场）爆发非洲猪瘟，宣布进入紧急状态。这导致约5000名猪必須使用毒气撲殺。 在二月份，位於萨拉斯皮尔斯地区的工業規模養豬場發現感染疫情，因此再撲殺约10,000头猪。
捷克在2017年6月记录了其历史上第一例非洲猪瘟。
2018年，罗马尼亚经历了全国性非洲猪瘟疫情，並撲殺了大部分的農場豬隻。同年8月，保加利亚首次爆发非洲猪瘟。 与此同时，比利时南部的野猪出現疫情。专家懷疑狩猎爱好者為病毒的源頭。
2020年9月10日，德国联邦农业部长表示，在德国勃兰登堡州与波兰接壤地区发现一头野猪感染了非洲猪瘟。2021年7月16日，德国养猪场出现首例非洲猪瘟。
2022年1月，義大利本土（拉齊奧、利古里亞及皮埃蒙特）及北馬其頓共和國發生非洲豬瘟案例。

### 乌克兰
2012年8月，在乌克兰發現非洲豬瘟感染案例。2020年罗诺夫地区发现死于非洲猪瘟的死猪。
2021年9月13日，哈爾科夫地區國家管理局称博霍杜赫夫州非洲豬瘟疫情得到控制。
2024年4月10日，波爾塔瓦州因非洲豬瘟病毒病例宣布隔離。

### 俄罗斯
在大約2007年至2018年8月31日間，俄罗斯联邦兽医和植物检疫监督局的獸醫部門和當地媒體共報導了1367例家豬或野豬感染非洲豬瘟的病例。 根据官方报告，中央和南部地区（以及某些東部的區域）為受疫情影响最严重的地區 許多地區建立了本地間的隔離措施，其中有一些已經撤除。
联合国粮农组织於2013年的一份报告指出，非洲猪瘟已在俄罗斯联邦大规模流行，并扩展到北高加索地区。报告认为，非洲猪瘟最有可能是通过野猪于2007年11月从格鲁吉亚到车臣的大规模迁徙传播过来的。 该报告显示，非洲猪瘟已经蔓延高加索地区以北的其他部分像是中央联邦区（占俄罗斯总产量的28.8%）、伏尔加联邦区（占俄罗斯总产量的25.4%）和西北部像乌克兰、白俄罗斯、波兰和波罗的海国家。 报告中还额外提到俄罗斯「正在特维尔州（大约在莫斯科以北106公里，俄罗斯在波罗的海沿岸的各邻国约500公里以东）流行」。 受感染的猪肉制品进入俄罗斯后，由于俄罗斯国土辽阔、在俄境内没有其他检疫措施，故在俄罗斯境内广为散布。
联合国粮农组织的报告称，「特别是军队的食品供应系统中批发猪肉的批发商，数次非法运输受感染的猪肉」是病毒散佈的主要途径。
2017年3月，俄罗斯远东地区伊尔库茨克州发生非洲猪瘟疫情。

### 東亞

#### 中國大陸
2018年8月5日，非洲猪瘟疫情開始在中國大陸爆發。这是亞洲国家首次出現非洲豬瘟病毒，受影響地區北起辽宁省沈阳市沈北新区，南到江蘇省連雲港市海州區、浙江省溫州市、安徽省蕪湖市南陵縣。中华人民共和国农业农村部在疫情爆發當日下午就发布了II级疫情预警。截至11月初中國大陸報告有58次疫情，覆盖全国14个省（市、区）的33个地市，为控制疫情蔓延，中華人民共和國政府已经扑杀47万头生猪。
2021年2月中國非洲豬瘟疫情出現病毒新變種，已被證明不易被發現，傳播能力強，且更難被控制。

#### 蒙古國
2019年1月13日，蒙古国确认境内出现非洲猪瘟疫情。

#### 北韓
2019年2月，中國與北韓邊境地區發現了患有非洲豬瘟的一頭野豬與一頭家豬，當月中旬，北韓平壤北部的兄弟山地區和勝湖地區被曝光發生非洲豬瘟疫情，平安北道龟城市也被曝光發生非洲豬瘟疫情，北韓當局於2月底全面禁止豬肉在市場的交易，聯合國糧食及農業組織也在15日發表的《糧食安全與農業預警行動報告》中將北韓列為「非常危險」國家。5月23日在慈江道雩時郡、5月25日在新義州、5月30日在咸镜南道和平安南道皆發生非洲豬瘟疫情，為此新義州加強了豬肉銷售管制，同時防疫人員對養豬戶進行了消毒，平安南道向市場派遣「獸醫哨所」人員強化檢驗。5月31日，北韓向世界動物卫生組織通報非洲豬瘟疫情，成為亞洲第5國爆发非洲猪瘟疫情的国家。

#### 南韓
在朝鲜爆发非洲猪瘟疫情之后，2019年9月17日 南韓京畿道坡州市一處養豬場出現非洲豬瘟疫情，為南韓首例。截至10月19日，南韓各地養豬場約有15萬頭豬遭人道處理。

#### 香港
2021年2月6日，元朗黃泥墩一個持牌豬場有六隻豬驗出非洲豬瘟。9月3日，香港在一具本地野豬屍體樣本上檢測出非洲豬瘟病毒，是香港首宗野豬感染非洲豬瘟病毒的個案。

#### 臺灣
至2019年1月10日，中華民國防檢局统计旅客违规携带之猪肉产品，12件检出非洲猪瘟阳性。1月19日，連江縣莒光鄉犀牛嶼（無人島）岸際發現一頭漂流上岸的死亡豬隻，經檢驗為陽性，確認感染非洲豬瘟，另依地理位置研判，該頭豬隻應自大陸漂流過來。
2021年8月22日首度查獲帶有非洲豬瘟病毒之走私肉品。

#### 日本
日本為防範非洲豬瘟，自2019年4月22日起對違規攜帶動物產品入境之旅客予以重罰。

### 東南亞

#### 越南
2019年2月19日，越南确认境内出现非洲猪瘟疫情。；其后，非洲猪瘟在越南全境迅速蔓延。截至9月4日，越南63個省市全部爆發疫情，被迫撲殺的染病豬隻約300萬頭，占全國豬隻總數的10%。。

#### 柬埔寨
2019年4月3日，確認境內出現非洲豬瘟疫情。

#### 寮國
2019年6月20日，確認境內出現非洲豬瘟疫情。

#### 緬甸
位于緬甸東北部的撣邦在2019年8月1日至6日期间有12頭豬隻感染非洲豬瘟喪命。。

#### 菲律賓
2019年9月9日，菲律賓農業部宣布該國爆發非洲豬瘟，疫情發生於呂宋島布拉干省及黎剎省的豬場，已撲殺7416頭豬隻。

#### 泰国
泰国于2018年11月曾在清莱国际机场拦截一宗非洲猪瘟阳性案例，随事态发展，亦加强旅客行李查验。2022年1月11日，泰国政府确认在泰国中部的佛統府内的一家屠宰场发现非洲猪瘟病毒

#### 马来西亚
马来西亚于2019年9月初即宣布禁止中国大陆猪肉产品入境；在12月26日，严禁细分的6种中国大陆产猪肉制品进入；同时也对周边泰国、越南的猪肉进口加强检查。
2021年2月19日，在沙巴州的畢達士縣的一家養殖場內發現了感染非洲豬瘟的病豬。隨後，馬來西亞政府已經撲殺了病豬周邊半徑50公里的家豬與野豬，限制活豬和豬肉製品的移動範圍，並通報給世界动物卫生组织，成為亞洲第13個非洲豬瘟疫情的國家。

#### 新加坡
新加坡国家发展部下属农粮局，于2019年1月宣布暂停从中国大陆出现疫情的省份进口猪肉。。
2023年2月7日在西北部的自然公園發現野豬屍體確診非洲豬瘟。

#### 东帝汶
东帝汶于2019年9月27日向世界動物衛生組織OIE通報該國發生非洲豬瘟案例。依據东帝汶向世界動物衛生組織通報資訊，該國北部帝力縣後院式養豬場發生非洲豬瘟，共發生100例，發病405頭豬隻均已死亡。。

## 疫苗
由于非洲猪瘟病毒基因组庞大、结构复杂且编码蛋白功能大多未知，其致病机制及免疫机制尚不清楚，因此尚无可供推广使用的商品化疫苗。
科学家们已尝试了多种疫苗策略，包括灭活疫苗、亚单位疫苗、重组载体疫苗等，但均未取得理想效果。尽管自然分离或细胞传代获得的低毒力株能够对同源强毒攻击提供一定程度的保护，但存在着诸多风险，如致弱不充分、遗传不稳定、引起慢性感染病程以及毒力返强等问题。
针对缺失毒力基因构建弱毒疫苗被认为是非洲猪瘟疫苗研发最有希望获得突破的技术路线之一。然而仍然缺乏针对候选弱毒株的系统性安全评价。一些研究结果显示，缺失I177L基因的Georgia07株以及缺失MGF360/505区域六个基因的株在实验条件下能够抵抗同源强毒株的致死攻击，但存在着毒力返强的风险。尽管如此，这两种疫苗株已经在越南被批准使用。